# António Lourenço da Silveira Macedo
António Lourenço da Silveira Macedo (Horta, 11 de Setembro de 1818 – Horta, 18 de Dezembro de 1891), foi um historiador e político da ilha do Faial, Açores, autor da primeira obra historiográfica inteiramente dedicada àquela ilha. Foi ainda reitor do liceu da Horta, procurador à Junta Geral do Distrito da Horta, exercendo ainda diversos cargos públicos na administração da sua ilha.

## Biografia
António Lourenço da Silveira Macedo nasceu na Horta, Faial, a 11 de Setembro de 1818, filho de Lourenço António da Silveira Macedo e de sua mulher Maria delfina da Silveira Goulart, ambos naturais da vila da Madalena, da fronteira ilha do Pico.
Filho de pai operário, foi com grande sacrifício que a família lhe propiciou uma educação literária que permitiu que, por Decreto de 3 de Dezembro de 1839, acedesse ao lugar de professor régio da cadeira de latim nas Lajes do Pico, que regia interinamente a desde 1837. Em 1844 foi transferido para a Horta, obtendo provisão definitiva no ano de 1848.
Sendo professor régio de latim, foi integrado no Liceu criado na Horta aquando da reforma do sistema educativo, já que a sua criação implicou a extinção das anteriores cadeiras-régias. No Liceu, Silveira Macedo foi encarregue das disciplinas de Matemática e Filosofia, iniciando uma longa carreira docente naquela instituição.
Ocupou sucessivamente os lugares de secretário e bibliotecário do Liceu da Horta, sendo depois nomeado seu reitor.
Sendo um destacado professor liceal, participou em múltiplas iniciativas cívicas e políticas, exercendo funções de destaque na Junta Geral, na comissão administrativa do porto artificial da Horta, na comissão de agricultura, com especial destaque na luta contra a filoxera que então arruinou as vinhas do Pico.
Silveira de Macedo foi um activo publicista, editando diversos jornais e publicando múltiplos artigos na imprensa da época. também se dedicou à produção de manuais escolares para os alunos do Liceu, que depois de aprovados, eram impressos localmente. Cultivou também os estudos históricos e biográficos, sendo a sua obra mais conhecida a História das Quatro Ilhas que Formam o Distrito da Horta, publicada em três volumes, na Horta, a partir de 1871.
Por Decreto de 12 de Julho de 1833 foi agraciado com a comenda da Ordem de Cristo, pelos relevantes serviços prestados à sua terra.
Silveira Macedo faleceu na Horta, localidade onde tinha nascido e viveu a maior parte da sua vida, a 18 de Dezembro de 1891.

## Obra publicada
- História das Quatro Ilhas que Formam o Distrito da Horta, 3 vols., Horta, 1871-1878.
- Compêndios Elementares de Ensino, Horta, 1877 (com segunda edição em 1880):
  - Exemplos edificantes de virtudes morais e cívicas… para leitura nas escolas primárias;
  - Compêndio de gramática portuguesa para os alunos da instrução primária e secundária;
  - Noções de História Geral… para a instrução secundária;
  - Princípios Elementares de Pedagogia;
  - Noções sumária de Geografia e Corografia de Portugal;
  - Ciência infantil para uso das escolas de instrução primária;
  - Elementos de Aritmética;
  - História Sagrada.
- Breve Tratado de Agricultura, Horta, 1880.
- Grémio Literário Fayalense (100 números, entre 15 de Maio de 1880 e 1 de Novembro de 1884), periódico de que foi editor e onde publicou numerosos artigos sobre instrução pública e biografias.